# Alpha Monocerotis
Désignations
Alpha Monocerotis (α Mon / α Monocerotis) est une étoile géante de la constellation de la Licorne. Sa magnitude apparente est de 3,93. D'après la mesure de sa parallaxe annuelle par le satellite Hipparcos, l'étoile est située à environ 148 années-lumière de la Terre. Elle s'éloigne du Système solaire à une vitesse radiale de +11,2 km/s.
Alpha Monocerotis est une géante jaune de type spectral G9,5 III-IIIb Fe-0,5, avec la notation « Fe-0,5 » qui indique que son spectre présente une légère sous-abondance en fer. C'est une géante du red clump, ce qui signifie qu'elle génère son énergie par la fusion de l'hélium dans son noyau.